# ブランディングデザイナー
ブランディングデザイナーとは、ブランディングデザインを専門領域とするデザイナーのこと。企業や商品、店舗など様々なジャンルのデザインをブランド単位でトータルにデザインする。
ブランディングデザイナーが行うブランディングデザインは、しばしばグラフィックデザイナーの仕事領域と混同されるが、CIやVIなどのビジュアルコミュニケーションはブランディングデザインの核と言える。ブランディングデザイナーの仕事の本質は、経営を具現化する「経営のデザイン」にある。ブランディングデザイナーとは、経営者と対話を重ねながら、リサーチ、現状分析、戦略考案、ブランドコンセプトの開発の後、企業のデザイン部長や最高設計責任者（CDO）のような役割を担い、コンセプトに基づいたデザイン開発(ロゴ、CI、VI、WEB、ムービー、店舗、展示会など)をして企業の思いをブランドとしてデザインしていくことである。

## ブランディングデザイン領域で活躍する主なデザイナー
- 稲吉紘実
- 奥野正次郎
- 佐藤可士和
- 佐藤卓
- 太刀川英輔
- 永井一史
- 水野学
- 森本千絵
- 西澤明洋
- 原研哉
- 宮田識
- 川上俊